# Sour mash

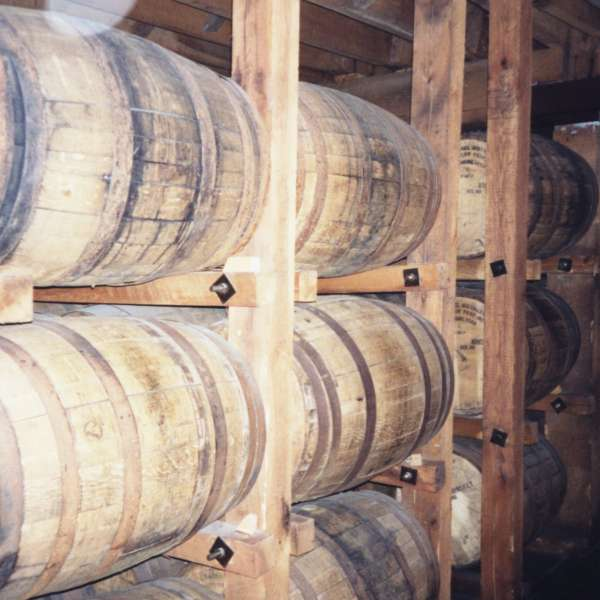
Vaten met Sour mash van Jack Daniels

Sour mash is niet, zoals de meesten denken, een speciaal soort whisky. Sour mash, oftewel zuurmaisch, wordt gebruikt in een proces dat wel wat weg heeft van het maken van zuurdesembrood. Bij beide processen wordt een deel van de vorige partij gebruikt om de volgende partij te starten, om zo de continuïteit te waarborgen. Alle bourbons en Tennessee-whiskey's worden gemaakt met het sour mash-proces.
Enkele whiskey's die middels sour mash worden geproduceerd zijn:
- Ancient Age
- Evan Williams
- Ezra Brooks
- Jim Beam
- Rebel Yell
- Pappy Van Winkle
- Knob Creek
- Woodford Reserve
- Basil Hayden's
- Noah's Mill
- W.L. Weller
- George Dickel
- Maker's Mark
- Wild Turkey
- Old Crow
- Ten High
- Jack Daniel's